# Municipio de Sweden
El municipio de Sweden (en inglés: Sweden Township) es un municipio ubicado en el condado de Potter en el estado estadounidense de Pensilvania. En el año 2000 tenía una población de 775 habitantes y una densidad poblacional de 8 personas por km².

## Geografía
El municipio de Sweden se encuentra ubicado en las coordenadas 41°44′30″N 77°51′59″O / 41.74167, -77.86639.

## Demografía
Según la Oficina del Censo en 2000 los ingresos medios por hogar en la localidad eran de $42,750 y los ingresos medios por familia eran $47,188. Los hombres tenían unos ingresos medios de $35,568 frente a los $25,208 para las mujeres. La renta per cápita para la localidad era de $18,780. Alrededor del 7,6% de la población estaban por debajo del umbral de pobreza.